# Kozani
Kozàni (in greco Κοζάνη?) è un comune della Grecia situato nella periferia della Macedonia occidentale (unità periferica di Kozani) con 70.220 abitanti secondo i dati del censimento 2001.
A seguito della riforma amministrativa detta Programma Callicrate in vigore dal gennaio 2011 che ha abolito le prefetture e accorpato numerosi comuni, la superficie del comune è ora di 1.071 km² e la popolazione è passata da 47.451 a 70.220 abitanti.

## Geografia fisica
La città di Kozani si trova tra le montagne Vermio, Burino e Pieria, 15 km a nordovest del Lago Polifitos. Altitudine: 720msm. Dista 120 km da Salonicco e 470 da Atene. La città ha 38.591 abitanti, e il comune di Kozani ha 49.812 abitanti.

## Storia
Nel 1392 gruppi di famiglie dai villaggi Premeti, Bithikukio, e Kozdiani dell'Epiro, regione al nord di Selitsas (ancora oggi si nomina Paliokozdiani, cioè vecchia kozani) vennero cacciati dai Turkalbani = musulmani albanesi, e inoltre militari locali musulmani andarono nel villaggio Kalivia. Gli abitanti di Kalivia li ospitarono e hanno diedero loro della terra per costruire un nuovo villaggio ad est di Kalivia che fu chiamato Tzamuria, Tzmbra, Skrika. Oggi si chiamano Kozani dalla vecchia denominazione di Kozdiani. Nel 1649 circa 120 famiglie provenienti dal villaggio Kteni, con il capo Ioannis Trantas si unirono agli abitanti di Kozani. Il figlio del capo Charisios Trantas ottenne speciali diritti dal sultano di Costantinopoli: gli abitanti erano esenti dal pagamento delle tasse ed ai turchi era vietato abitare la città. All'interno della città, una piccola postazione di guardia, garantiva il rispetto degli accordi.
Charisios Trantas è un personaghio storico che ha costruito palazzi, chiese, strade, sistemi di acqua canalizzata, fontane ecc. Nel 1664 costruì la chiesa centrale di San Nicola. Nel 1668 costruì la biblioteca e scuole elementari. Durante i secoli successivi la città ebbe scambi economici e intellettuali con tutti i paesi europei, così divenne ricca e più popolosa. Si è indipendizzò dall'  Impero ottomano l' 11 ottobre 1912. Oggi è la capitale della prefettura di Kozani - Grecia.

## Economia

### Turismo

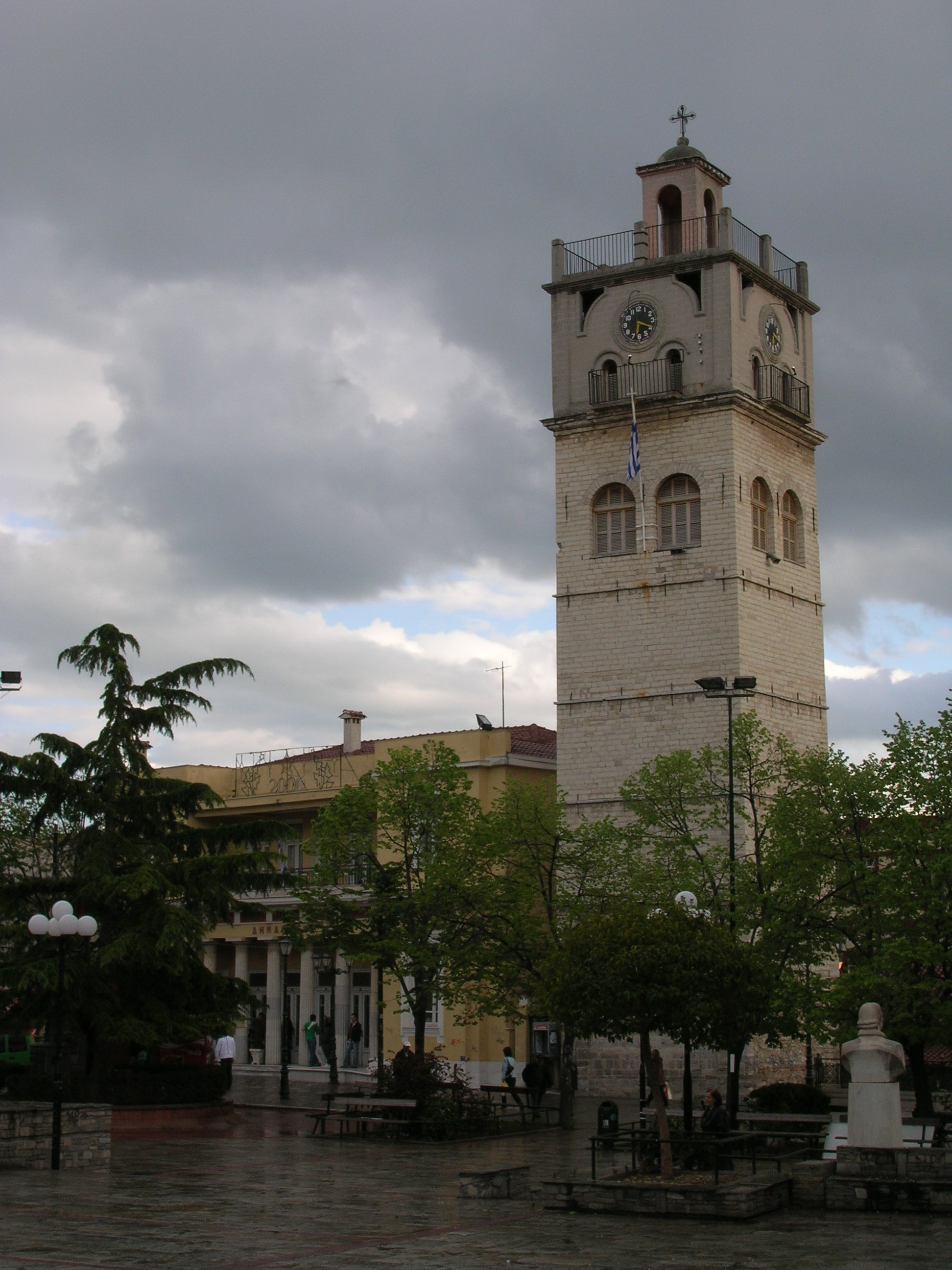
Piazza Nikis

Luoghi da visitare: La biblioteca che ha libri antichi, i musei, il Comune, l'hotel Ermionio.
Nel periodo di Carnevale (Apokries) si fa una grande festa con fuochi, balli, presenze mascherate, scherzi e musica che continuano per una settimana intera e vi affluiscono visitatori da tutta la Grecia.
La regione di Kozani è famosa per la produzione di zafferano (Krokos Kozanis).

## Amministrazione

### Gemellaggi
- Bristol
- Iași, dal 2002[4]